# Alena Nazdrova
Alena Piatrouna Nazdrova (en bielorruso: Алена Пятроўна Наздрова; Udoha, 10 de noviembre de 1998) es una deportista bielorrusa que compite en piragüismo en la modalidad de aguas tranquilas.
Ganó diez medallas en el Campeonato Mundial de Piragüismo entre los años 2017 y 2024, y siete medallas en el Campeonato Europeo de Piragüismo entre los años 2016 y 2024.
En los Juegos Europeos de Minsk 2019 obtuvo una medalla de oro en la prueba de C1 200 m.

## Palmarés internacional
| Campeonato Mundial | Campeonato Mundial          | Campeonato Mundial | Campeonato Mundial |
| Año                | Lugar                       | Medalla            | Competición        |
| ------------------ | --------------------------- | ------------------ | ------------------ |
| 2017               | Račice (República Checa)    | Medalla de bronce  | C2 500 m           |
| 2018               | Montemor-o-Velho (Portugal) | Medalla de oro     | C2 200 m           |
| 2018               | Montemor-o-Velho (Portugal) | Medalla de plata   | C1 500 m           |
| 2018               | Montemor-o-Velho (Portugal) | Medalla de bronce  | C1 200 m           |
| 2019               | Szeged (Hungría)            | Medalla de oro     | C1 500 m           |
| 2019               | Szeged (Hungría)            | Medalla de bronce  | C1 200 m           |
| 2021               | Copenhague (Dinamarca)      | Medalla de oro     | C4 500 m           |
| 2021               | Copenhague (Dinamarca)      | Medalla de plata   | C2 500 m           |
| 2021               | Copenhague (Dinamarca)      | Medalla de bronce  | C1 500 m           |
| 2024               | Samarcanda (Uzbekistán)     | Medalla de oro     | C1 1000 m          |
| Juegos Europeos    |                             |                    |                    |
| Año                | Lugar                       | Medalla            | Competición        |
| 2019               | Minsk (Bielorrusia)         | Medalla de oro     | C1 200 m           |
| Campeonato Europeo |                             |                    |                    |
| Año                | Lugar                       | Medalla            | Competición        |
| 2016               | Moscú (Rusia)               | Medalla de oro     | C2 500 m           |
| 2017               | Plovdiv (Bulgaria)          | Medalla de plata   | C2 500 m           |
| 2017               | Plovdiv (Bulgaria)          | Medalla de bronce  | C1 200 m           |
| 2018               | Belgrado (Serbia)           | Medalla de oro     | C1 500 m           |
| 2018               | Belgrado (Serbia)           | Medalla de plata   | C2 200 m           |
| 2021               | Poznań (Polonia)            | Medalla de bronce  | C1 500 m           |
| 2024               | Szeged (Hungría)            | Medalla de oro     | C1 500 m           |